# 고무 (고구려)
고무(高武, ?~?)는 고구려의 왕족으로 미천왕(美川王)과 왕후 주씨(王后 周氏)의 둘째 아들이다.

## 생애
고국원왕(故國原王)의 동생 고무(高武)가 연(燕)에 인질 반환교섭을 요구한 끝에 미천왕(美川王)의 시체만 돌려받았다.

## 가족 관계
- 아버지 : 미천왕(美川王, ?~331)
- 어머니 : 왕후 주씨(王后 周氏)

## 고무가 등장한 작품
- 《근초고왕》(KBS, 2010년~2011년, 배우:김광영)
- 날카로운 모습을 보여주다
- 근초고왕 에게 무너진다
- 《광개토왕 》(KBS, 2011년~2012년, 배우:김진태)
- 고무열매에 가깝고 개모성 에서 봉화가 올랐다고
- 하는데 어디냐고 하는둥 어리버리하다

## 참고 문헌
- 삼국사기(三國史記)
- 진서(晉書)
- 위서(魏書)
- 자치통감(資治通鑑)